# Rivellia major
Rivellia major är en tvåvingeart som beskrevs av Adams 1905. Rivellia major ingår i släktet Rivellia och familjen bredmunsflugor. Inga underarter finns listade i Catalogue of Life.